# Biserica Nașterea Maicii Domnului din Putna

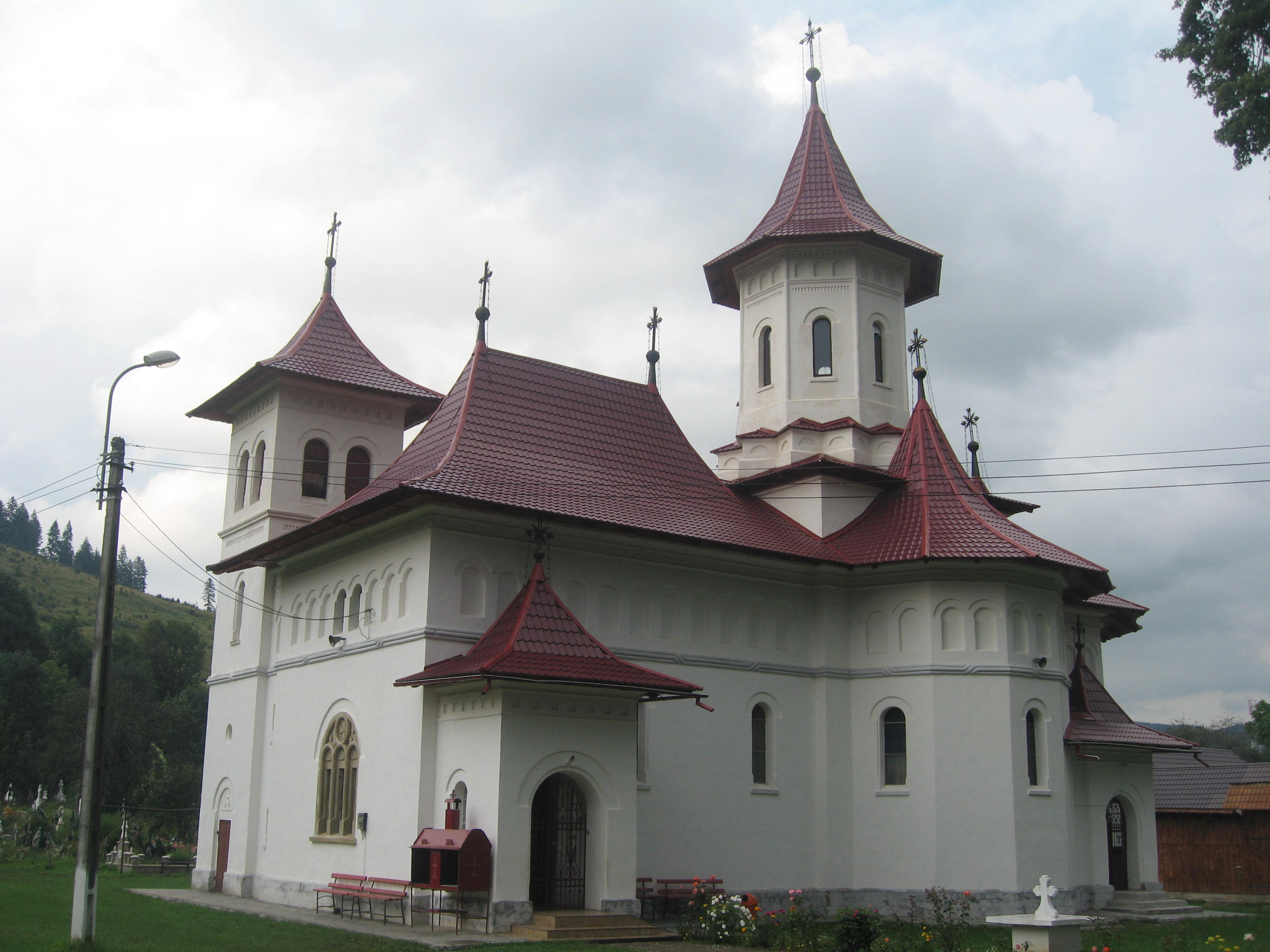
Biserica Nașterea Maicii Domnului din Putna

Biserica "Nașterea Maicii Domnului" din Putna este o biserică ortodoxă din satul Putna, care a fost construită între anii 1900-1908 de către credincioșii ortodocși români din localitate, cu sprijinul Fondului Bisericesc al Bucovinei. Ea se află situată în cimitirul satului, în vecinătatea bisericii de lemn din Putna.

## Istoricul localității
Satul Putna se află în nordul județului Suceava, la o distanță de 32 de kilometri de orașul Rădăuți. Din punct de vedere geografic, localitatea este situată într-o zonă montană, în partea de nord a Obcinei Mari, pe valea râului Putna.
La 10 iulie 1466, conform Letopisețelor putnene și Cronicii moldo-polone, s-a început zidirea bisericii Mănăstirii Putna, ctitorie a domnitorului Ștefan cel Mare (1457-1504), menită a servi ca necropolă domnească pentru marele voievod și familia sa. 
În a doua jumătate a secolului al XV-lea, cel mai probabil în ultimul deceniu (deși unele surse vorbesc de anul 1468), a fost adusă de la Volovăț o biserică de lemn, construită după tradiție de Dragoș Vodă. Până în anul 1786, biserica de lemn a fost schit dependent de Mănăstirea Putna, apoi, după creșterea numărului credincioșilor din localitate, a devenit biserică parohială a satului.
Localitatea a continuat să se dezvolte și a devenit necesară construirea unei biserici mai încăpătoare. Acest lucru s-a realizat între anii 1900-1908, prin construirea Bisericii Nașterea Maicii Domnului din Putna.

## Biserica de lemn - prima biserică parohială

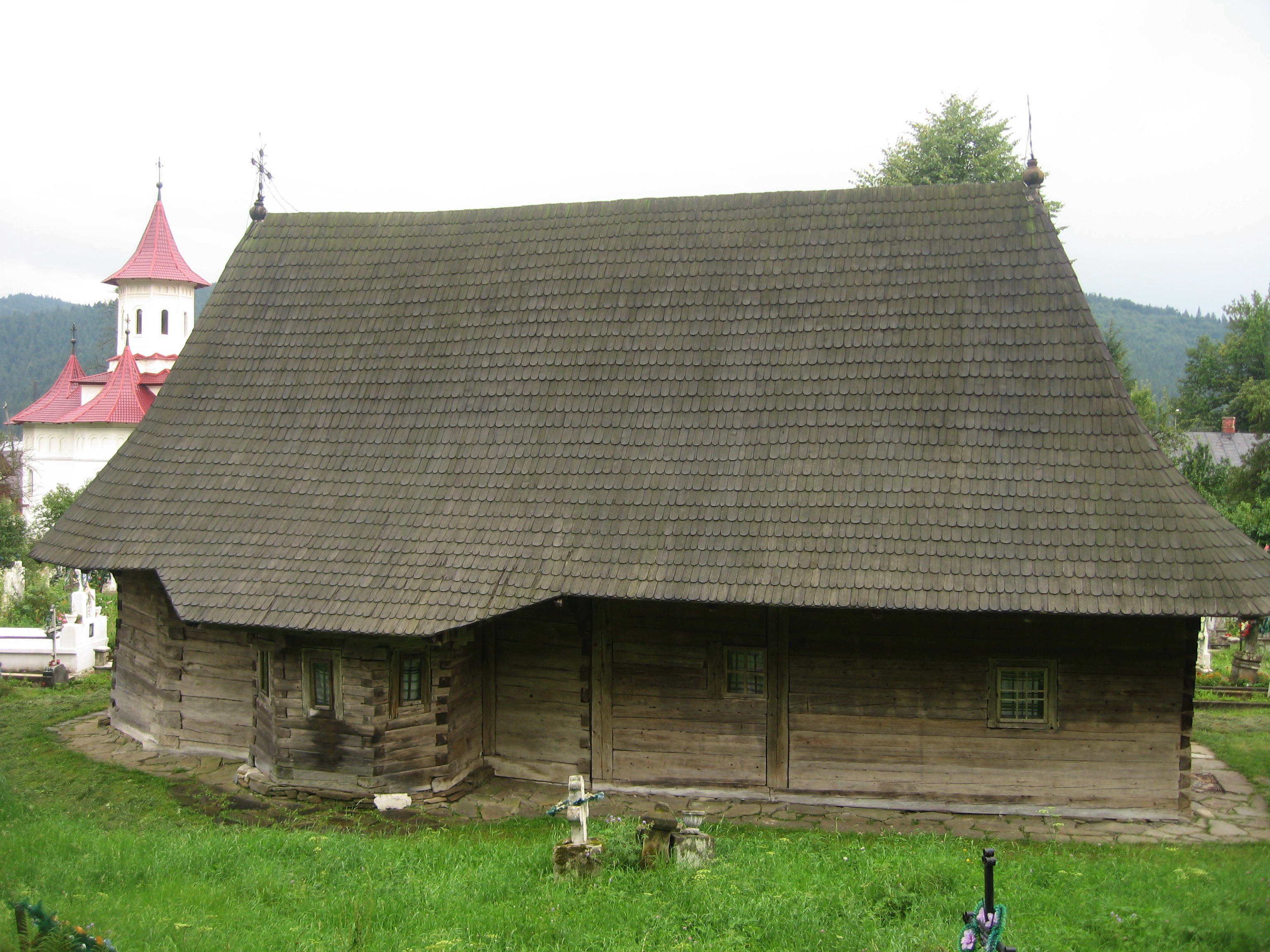
Biserica de lemn din Putna văzută dinspre nord.

După tradiția veche a Moldovei, biserica de lemn de la Putna ar fi fost construită la Volovăț în perioada domniei lui Dragoș Vodă, pe la mijlocul secolului al XIV-lea. Primul cronicar care a menționat această tradiție a fost marele vornic Nicolae Costin (1660-1712) în "Letopisețul Țării Moldovei de la zidirea lumii până la 1601 și de la 1709 la 1711".
„Înțeles-am și noi den oameni bătrâni, lăcuitori de aicea den țară, cum să trage cuvântul den om în om, că o biserică de lemnu la Olovăț, să fie făcută de Dragoș-vodă și acolo zic, să fie îngropat Dragoș-vodă. Și aceia biserică de lemnu au mutat-o Ștefan-vodă cel Bun, de o au clădit la Mănăstirea Putna, unde stă până acmu. Iară pe locul bisericii acei de lemnu, la Olovăț, Ștefan-vodă au zidit biserică de piatră.”—Nicolae Costin - "Letopisețul Țării Moldovei de la zidirea lumii până la 1601 și de la 1709 la 1711", în vol. "Opere" (Ed. Junimea, Iași, 1976), p. 74
Lemnele vechi prezintă semne de numerotare, folosite la desfacerea și mutarea bisericii. Conform tradiției, această biserică a fost adusă de la Volovăț în a doua jumătate a secolului al XV-lea, cel mai probabil în ultimul deceniu, la inițiativa lui Ștefan cel Mare (1457-1504). Biserica de lemn a fost înlocuită la Volovăț cu actuala ctitorie de zid a lui Ștefan cel Mare, între anii 1500-1502. 
Prima schimbare importantă în structura bisericii de care avem știre datează din 1778. La inițiativa arhimandritului mănăstirii Putna, Vartolomei Măzăreanu, a egumenului Ioasaf și a sătenilor, lăcașul a fost modernizat și transformat în biserică parohială.  Cu acel prilej s-au adăugat absidele laterale pentagonale și pronaosul, tăindu-se din pereții lungi. 
Până în anul 1786, biserica de lemn a fost schit dependent de Mănăstirea Putna. În acel an, ea a devenit biserică parohială a comunității sătești. 
Ultima etapă de construcție a avut loc în anul 1871.  Atunci pronaosul a fost prelungit cu o structură rectangulară din bârne de molid, încheiate în cheotori nemțești, prevăzută cu ferestre mari laterale. Intrarea dinspre sud a fost închisă, fiind înlocuită de cea actuală spre vest. Acest ultim adaos amintește de efortul organizatoric al comunității de dinaintea festivităților din 1871, ocazionate de sărbătorirea a 400 de ani de la rectitorirea Mănăstirii Putna de către Ștefan cel Mare, un eveniment care a mobilizat la Putna elitele culturii românești. 

## Biserica nouă
Ca urmare a creșterii numărului de credincioși, vechea bisericuță de lemn a devenit neîncăpătoare. Temându-se că lăcașul de cult s-ar putea prăbuși, primarul satului Putna și epitropul Elisei Bicu, o sprijină cu pari de lemn. În acest timp, el cere sprijinul Fondului Bisericesc al Bucovinei și astfel, în 1900, începe să se construiască o biserică de cărămidă, în imediata apropiere a bisericii de lemn. În anul 1908 a fost finalizată construcția noii biserici parohiale (cu hramul "Nașterea Maicii Domnului"), care a preluat această funcțiune de la vechea biserică de lemn.  Astăzi, biserica de lemn are rolul de capelă și de muzeu. 
După terminarea construcției, lăcașul de cult a fost sfințit la 26 octombrie/8 noiembrie 1908 (de sărbătoarea Sfinților Arhangheli Mihail și Gavril) de către arhimandritul Teofil Pătraș, egumenul Mănăstirii Putna și delegat al IPS Vladimir de Repta, mitropolitul Bucovinei și Dalmației. Inițial, biserica a fost acoperită cu țiglă roșie, în "solzi".
Edificiul a fost pictat între anii 1940-1947, prin contribuția credincioșilor putneni, ajutați și de ministrul agriculturii din acea vreme. Pictura în tehnica tempera și stil bizantin a fost realizată de către pictorii Niculescu și Pentelescu din Rădăuți, împreună cu Hisala din Câmpulung Muscel. 
Pe măsura trecerii timpului, biserica a începută să se degradeze. La începutul secolului al XXI-lea, ca urmare a infiltrărilor apei pluviale, fațada bisericii, o parte din șarpantă și din pictura interioară erau deteriorate. Între anii 2005-2008, în timpul păstoririi parohului Constantin Croitoru, s-au efectuat lucrări de restaurare a bisericii. S-a înlocuit șarpanta de lemn, s-a lărgit streașina și s-a înlocuit acoperișul de țiglă cu o învelitoare din tablă cutată de tip lindab. Odată eliminat pericolul infiltrării apei, s-a refăcut fațada lăcașului de cult în praf de piatră și s-a curățat și restaurat pictura de către soții Marcel și Lia Humă din Târgu Neamț. Cu acest prilej, s-au restaurat icoanele din catapeteasmă si din tetrapoadele mici.
Biserica „Nașterea Maicii Domnului” din Putna are în patrimoniul său o cruce, găsită într-un lemn de paltin de către un enoriaș cu numele de Marius Cenușă.

## Arhitectura bisericii
Biserica „Nașterea Maicii Domnului” din Putna este construită din cărămidă, în stil moldovenesc. Dimensiunile edificiului sunt următoarele: 18 m lungime și 6 m lățime. Biserica este luminată prin 12 ferestre mari, de dimensiuni egale.
Biserica are un plan treflat, cu abside laterale pentagonale. În exterior, cam la două treimi din înălțimea zidurilor, edificiul este înconjurat de un brâu torsadă, cu trei muluri, frânt din loc in loc. În registrul superior, deasupra brâului, se află firide oarbe. Turla octogonală aflată deasupra naosului este construită pe două baze: prima pătrată și a doua stelată. Pe turlă se află firide alungite, opt ferestre dreptunghiulare terminate în arc de cerc și un rând de ocnițe deasupra ferestrelor.
În partea de nord-vest a bisericii este alipit un turn-clopotniță cu baza pătrată, în care se urcă printr-o scară în spirală. 
În interior, biserica este compartimentată în patru încăperi: pridvor, pronaos, naos și altar. Pridvorul este închis și are intrarea pe latura sudică. La etajul superior al pridvorului se află un cafas susținut de doi pilaștri din piatră masivă. Despărțirea pronaosului de naos este marcată prin îngroșarea peretelui longitudinal. 

## Imagini

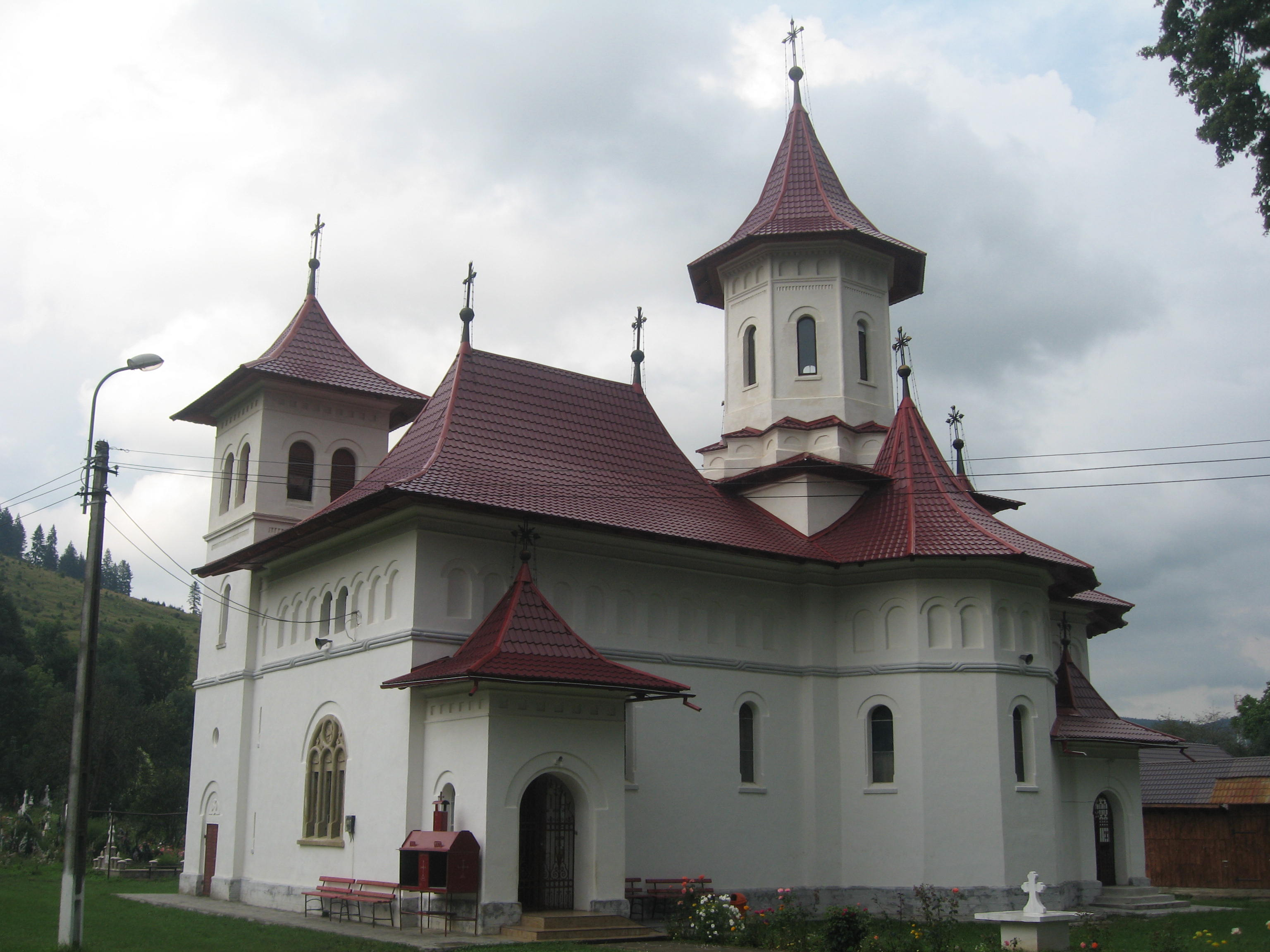
Biserica văzută dinspre sud
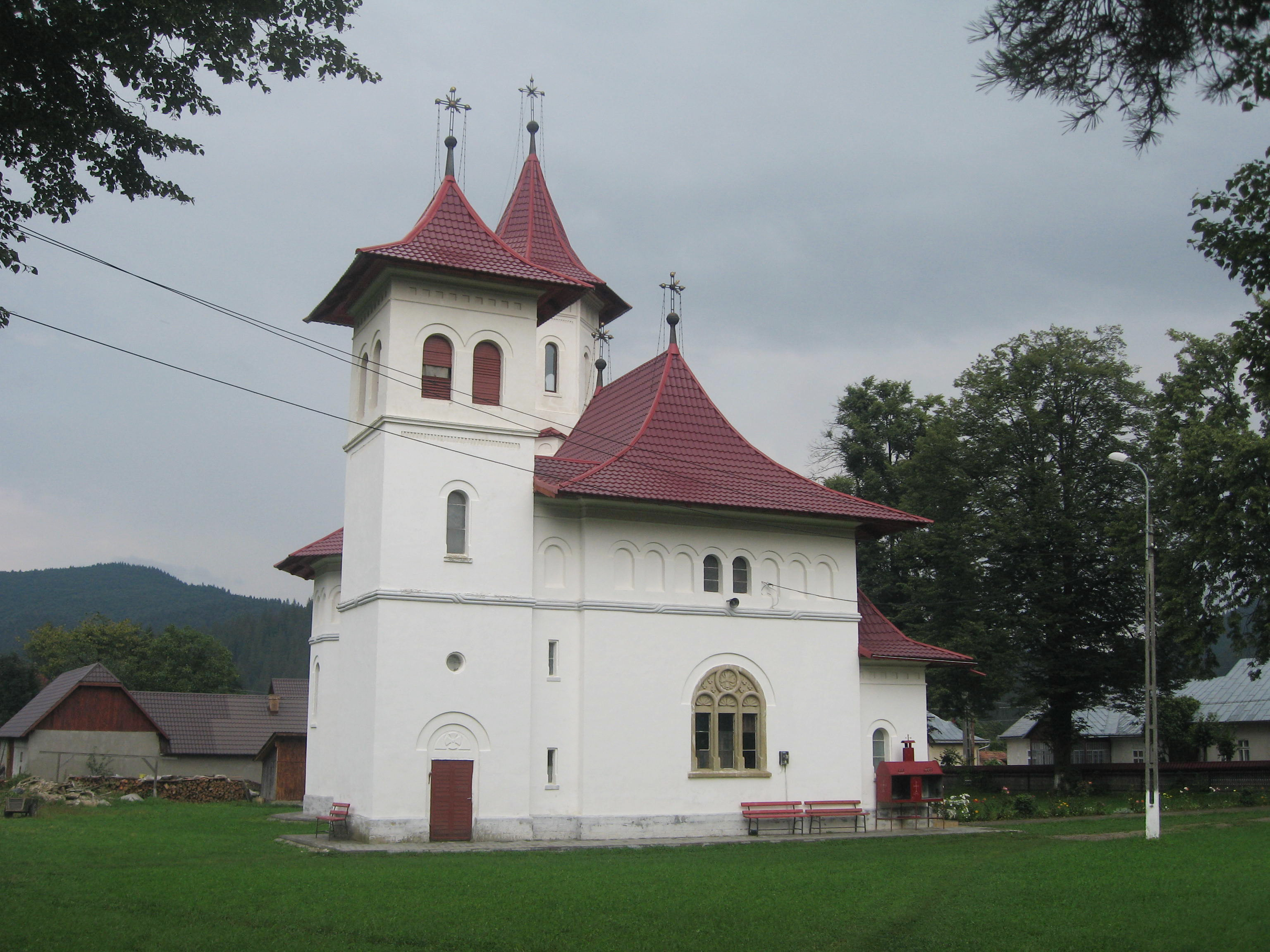
Biserica văzută dinspre vest